# Rybaki (Olsztyn)
Rybaki [pronunciación en polaco: /rɨˈbaki/] (en alemán: Lansk) es un pueblo ubicado en el distrito administrativo de Gmina Stawiguda, dentro del Condado de Olsztyn, Voivodato de Varmia y Masuria, en Polonia del norte. Se encuentra aproximadamente a 9 kilómetros al sureste de Stawiguda y a 22 kilómetros al sur de la capital regional Olsztyn. Está localizado en Varmia.
Antes de 1772, el área fue parte del Reino de Polonia. Luego hasta 1871 fue de Prusia. Desde dicho año hasta 1945 de Alemania, y otra vez de Polonia desde el entonces 1945.